# Canthidium cereum
Canthidium cereum är en skalbaggsart som beskrevs av Edgar von Harold 1868. Canthidium cereum ingår i släktet Canthidium och familjen bladhorningar. Inga underarter finns listade.